# Tachaea tonlesapensis
Tachaea tonlesapensis is een pissebed uit de familie Corallanidae. De wetenschappelijke naam van de soort is voor het eerst geldig gepubliceerd in 2006 door Nunomura.